# 페르닐레 하르데르 (축구 선수)
페르닐레 모세고르 하르데르(덴마크어: Pernille Mosegaard Harder, 1992년 11월 15일~)는 덴마크의 여자 축구 선수로 포지션은 스트라이커이다. 현재는 독일 여자 축구 리그인 프라우엔-분데스리가의 바이에른 뮌헨에서 활동하고 있다.

## 클럽 경력
어린 시절에는 툴스트루프-파우르홀트 IK(1997년 ~ 2005년), FC 이카스트(2005년 ~ 2007년) 소속으로 활약했으며 2007년부터 2010년까지 팀 비보르 소속으로 뛰었다. 2010년부터 2012년까지 IK 스코우바켄 소속으로 뛰면서 덴마크의 여자 축구 리그인 엘리테디비시오넨 무대에서 활약했다. 2010년 4월에는 팀 동료였던 소피 융에 페데르센과 함께 예외 가능성을 인정하여 IK 스코우바켄과의 계약을 체결했다.
2012년부터 2016년까지 스웨덴의 여자 축구 클럽인 린셰핑 FC 소속으로 뛰면서 팀의 다말스벤스칸 1회 우승(2016 시즌), 여자 스벤스카 쿠펜 2회 우승(2013-14 시즌, 2014-15 시즌)을 이끌었다. 특히 2015 다말스벤스칸 시즌에서는 올해의 선수, 올해의 공격수로 선정되었고 2016 다말스벤스칸 시즌에서는 올해의 선수, 시즌 최다 득점자, 올해의 공격수로 선정되는 영예를 안았다.
2017년에는 독일의 여자 축구 클럽인 VfL 볼프스부르크로 이적했고 팀의 프라우엔-분데스리가 3회 우승(2016-17 시즌, 2017-18 시즌, 2018-19 시즌), 여자 DFB-포칼 3회 우승(2016-17 시즌, 2017-18 시즌, 2018-19 시즌)을 이끌었다. 2016-17 시즌에서는 UEFA 여자 챔피언스리그 시즌 베스트 11에 선정되었다. 2017-18 시즌에서는 프라우엔-분데스리가 최다 득점자로 선정되었고 2017-18 시즌에서는 팀의 UEFA 여자 챔피언스리그 준우승에 공헌하면서 UEFA 여자 챔피언스리그 시즌 베스트 11에 선정되는 영예를 안았다.

## 국가대표팀 경력
2007년부터 2011년까지 덴마크 여자 U-17, U-19 축구 국가대표팀 선수로 활동했으며 뉴질랜드에서 개최된 2008년 FIFA U-17 여자 월드컵에 참가했다.
2009년 10월에 열린 조지아와의 2011년 FIFA 여자 월드컵 유럽 지역 예선 경기에 처음 출전하면서 덴마크 여자 축구 국가대표팀 선수로 데뷔했다. 스웨덴에서 개최된 UEFA 여자 유로 2013에서는 덴마크의 4강 진출을 견인했고 2016년 3월에는 덴마크 여자 축구 국가대표팀의 주장으로 임명되었다. 네덜란드에서 개최된 UEFA 여자 유로 2017에서는 덴마크의 준우승에 공헌했다.

## 개인사
페르닐레 하르데르는 린셰핑 FC 시절에 만났던 옛 팀 동료이자 스웨덴의 여자 축구 선수인 마그달레나 에릭손과의 관계를 맺고 있다.

## 수상

### 클럽
린셰핑 FC
- 다말스벤스칸 1회 우승 (2016)
- 여자 스벤스카 쿠펜 2회 우승 (2013-14, 2014-15)

VfL 볼프스부르크
- 프라우엔-분데스리가 2회 우승 (2016-17, 2017-18, 2018-19)
- 여자 DFB-포칼 2회 우승 (2016-17, 2017-18, 2018-19)
- UEFA 여자 챔피언스리그 1회 준우승 (2017-18)

### 국가대표
- UEFA 여자 유로 2013 4강
- UEFA 여자 유로 2017 준우승

### 개인
- 2015년 덴마크 올해의 여자 축구 선수 선정
- 2015 다말스벤스칸 시즌 올해의 선수 선정
- 2015년 다말스벤스칸 시즌 올해의 공격수 선정
- 2016년 덴마크 올해의 여자 축구 선수 선정
- 2016 다말스벤스칸 시즌 올해의 선수 선정
- 2016 다말스벤스칸 시즌 최다 득점자 수상
- 2016년 다말스벤스칸 시즌 올해의 공격수 선정
- 2017년 덴마크 올해의 여자 축구 선수 선정
- 2016-17 UEFA 여자 챔피언스리그 시즌 베스트 11 선정
- 2017-18 UEFA 여자 챔피언스리그 시즌 베스트 11 선정
- UEFA 여자 유로 2017 올스타 팀 선정
- 2017-18 프라우엔-분데스리가 시즌 최다 득점자 수상
- 2018년 UEFA 올해의 여자 선수 선정
- 2020년 UEFA 올해의 여자 선수 선정
- 2020년 독일 올해의 여자 축구 선수 선정